# HD 73526 c
HD 73526 c는 돛자리 방향으로 지구로부터 322.9광년 떨어져 있는 항성 HD73526을 돌고 있는 외계 행성이다. 어머니 항성으로부터의 거리는 약 1.05 천문단위이다. 질량을 기준으로 놓고 보면 가스 행성일 확률이 높다. 이 행성이 항성에서 받는 일사량은 금성의 84퍼센트 수준이다.
HD 73526 c는 형제 행성 HD 73526 b와 2:1의 궤도공명 상태에 있는데, 이는 b가 항성을 두 바퀴 돌 동안 c는 한 바퀴만 돈다는 의미이다. 이 관계는 글리제 876 b와 c가 이루는 비율과 유사하다.

## 같이 보기
- HD 73526 b

## 참고 문헌
- (영어) Tinney 연구진 (2006). “The 2 : 1 Resonant Exoplanetary System Orbiting HD 73526”. 《The Astrophysical Journal》 647 (1): 594–599. doi:10.1086/503706.